# Батман: Прокълнат
Батман: Прокълнат (на английски: Batman: Damned) е американски комикс, ограничена серия от три книги, със сценарий от Брайън Азарело и илюстрации от Лий Бермехо и издаден от Ди Си Комикс. Първата книга излиза на 19 септември 2018 г., а последната на 26 юни 2019 г. Поредицата претърпява многобройни закъснения по време на издаването си, като премиерата на третата книга е насрочвана общо пет пъти. Батман: Прокълнат е първата поредица, публикувана под марката „Ди Си Блек Лейбъл“, импринт, позволяващ на сценаристите да представят уникални възгледи за герои на Ди Си за зряла публика. Като част от линията „Блек Лейбъл“, поредицата няма връзка с друга история за Батман. В Батман: Прокълнат Жокера е намерен мъртъв и Батман привлича Джон Константин да му помогне в търсенето на извършителя на престъплението.

## Сюжет
Историята се развива в различна приемственост от традиционната вселена на Ди Си. Жокера е открит мъртъв на мост в Готъм и Батман е главният заподозрян. Той моли Джон Константин за помощ, за да разреши мистерията. Заедно те се насочват към свръхестествената страна на Готъм, за да открият убиеца.

## Прием
Батман: Прокълнат получава положителни отзиви от критиците. Според Comicbook Roundup средната оценка на поредицата е 7,5 от 10 въз основа на 81 рецензии. Поредицата се продава добре; първоначалният тираж на първия брой е разпродаден, а вторият получава повече предварителни поръчки от първия, което е рядкост в индустрията на комиксите. Третият брой, въпреки закъсненията и липсата на публичност, също се превръща в бестселър.

## В България
Поредицата е издадена в България през 2021 – 2022 г. от „Артлайн Студиос“ в превод на Здравко Генов.